# Cuatro de Guildford

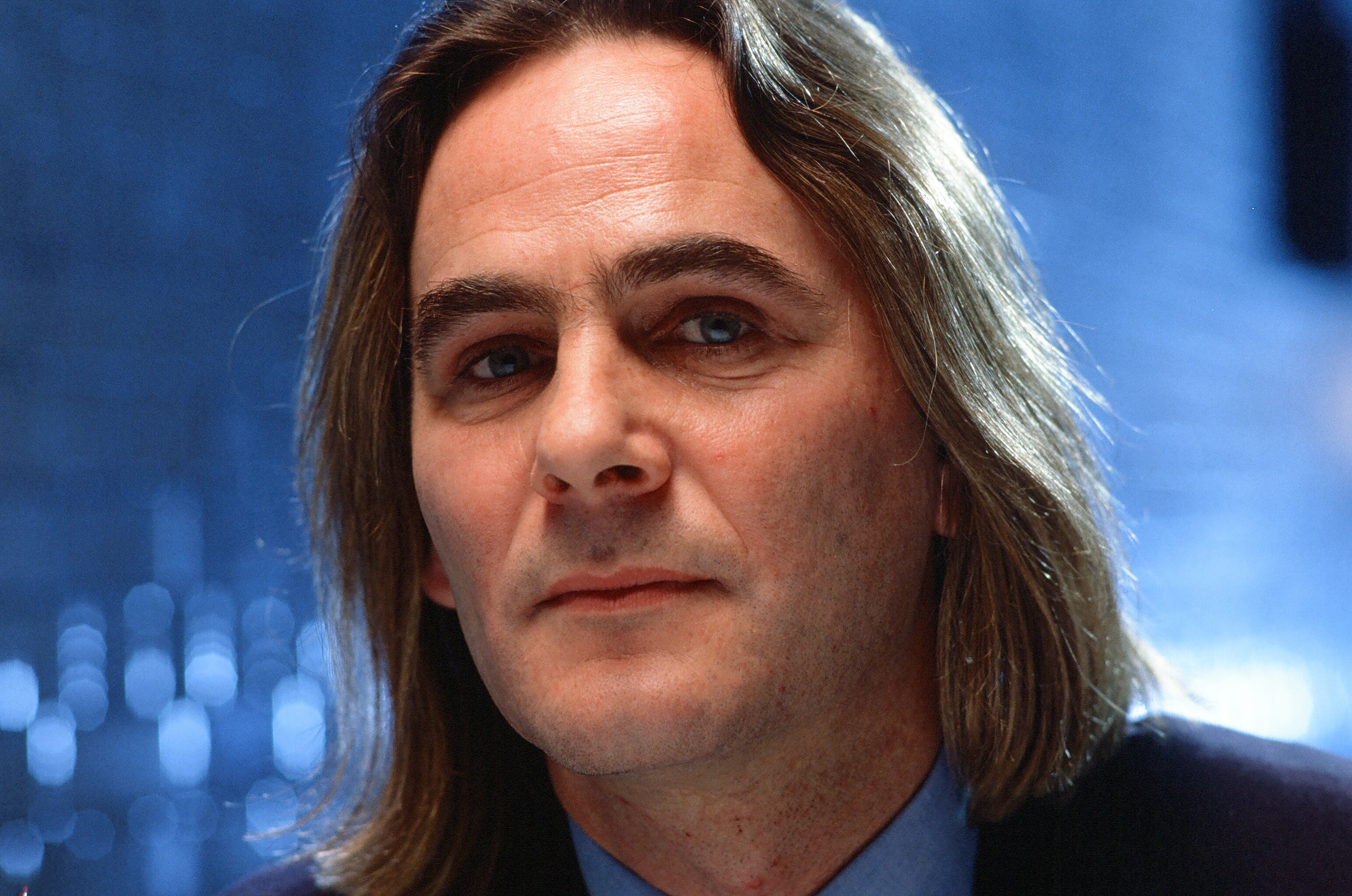
Paul Hill apareciendo en el programa "Opiniones" del Channel 4 en 1994

Los Cuatro de Guildford era un grupo de cuatro personas (Paul Hill, Gerry Conlon, Patrick «Paddy» Armstrong y Carole Richardson) que fueron condenadas injustamente en el Reino Unido en octubre de 1975 por la colocación de bombas en dos  pubs de Guildford y uno en Woolwich, atentados en los que murieron siete personas, atribuidos al IRA Provisional.
Los Cuatro de Guildford cumplieron penas de cárcel de más de quince años por un delito que no habían cometido. Su historia, junto con la de los Siete de Maguire, se narra en un libro (Proved Innocent) y en la película En el nombre del padre.
Este acontecimiento es considerado como uno de los más graves errores judiciales en el Reino Unido. Los verdaderos responsables del atentado de Guildford nunca han sido procesados. En 1989, el tribunal de apelaciones de Londres anuló las sentencias, cuestionando las pruebas presentadas por la policía. En 2005, Tony Blair, primer ministro, pidió perdón por la injusticia y el dolor causados a los condenados.